# グリーン・ホテル (歴史的建造物)
グリーン・ホテル (Green Hotel)、別名シャフター・ホテル (Shafter Hotel) は、アメリカ合衆国カリフォルニア州シャフターのジェームズ・ストリート530番地 (530 James St.) に位置する、歴史的建造物。このホテルは、1913年にカーン郡土地会社 (Kern County Land Company) が、シャフターの街の建設予定地に、土地の下見に来た購入予定者たちを宿泊させる施設とした建てたものである。この建物は、シャフターの街の建設予定地に最初に建てられた建築であり、シャフターにおける最初の商業施設でもあった。架構式構造の木造建築であるこのホテルには、張り出した庇がついた切妻屋根の屋根裏の正面側には、パッラーディオ風窓を模した通気口が開けられており、建物の正面には外気に開かれたポーチが設けられた。ホテルの正式な名称はシャフター・ホテルであったが、森の木々に似た緑色（フォレストグリーン、forest green）に塗装されていたことから、グリーン・ホテルと通称されるようになった。ハーンドンとマリオンのヒッチコック兄妹 (Herndon and Marion Hitchcock) が、1917年にこのホテルを買い入れ、1951年にハーンドンが死去するまで経営に当たった。この間、1938年には、ジェームズ・ストリートに正面が向くように、建物の向きが90度回転させられた。ハーンドンの死去後、マリオンはこの建物を住宅用の貸家としていたが、1961年に至って、シャフター市に寄贈した。
このホテルは、1989年3月16日にアメリカ合衆国国家歴史登録財に加えられた。